# 最小角回归
统计学中，最小角回归（英语：least-angle regression (LARS)）是一种对高维数据进行线性回归的算法，由布莱德利·埃夫隆等人提出。
在线性回归中，因变量由一组自变量的线性组合表达，这些自变量可能是协变量，也有可能与因变量无关。最小角算法不会像传统算法那样给出自变量的向量表达，而是对每个参数向量的L1范数的值给出一条曲线。